# Plateforme de glace de Brunt
Pour les articles homonymes, voir Brunt.

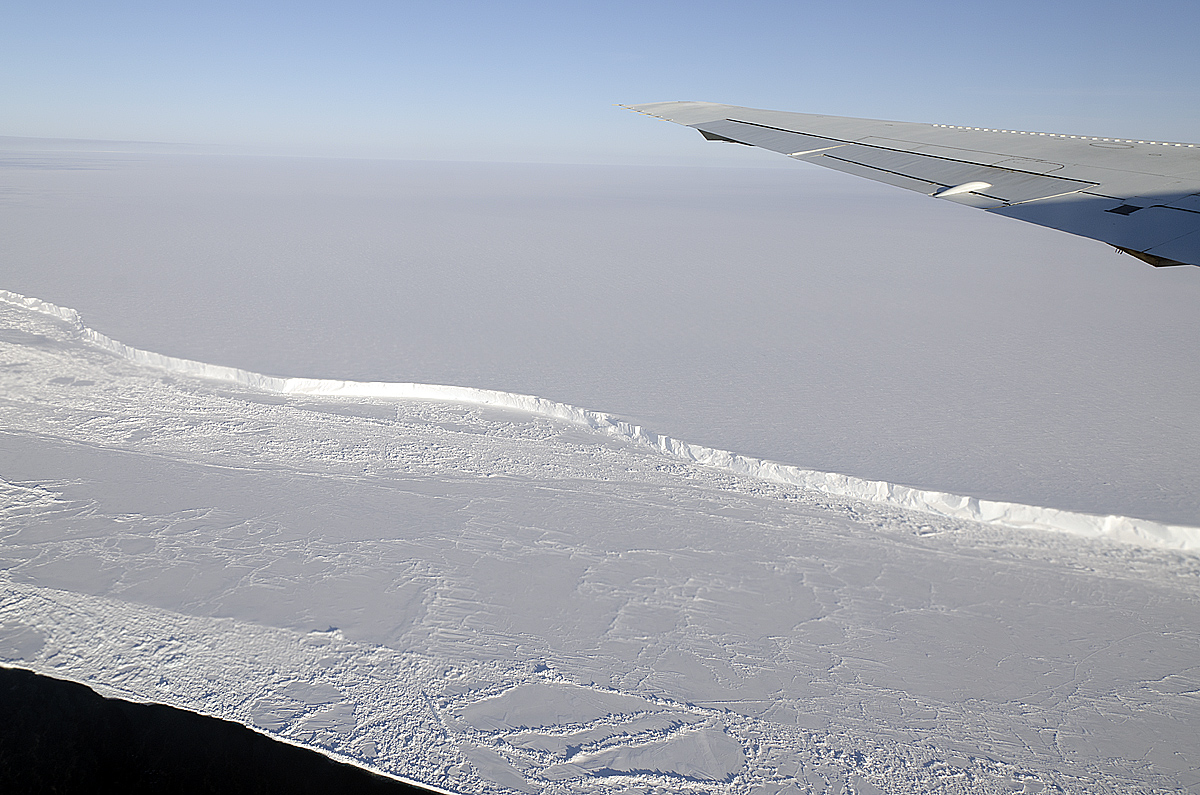
La barrière de Brunt en 2011.

La plateforme de glace de Brunt est une plateforme de glace située en Antarctique. Elle a été nommée en l'honneur de David Brunt, un météorologiste gallois codécouvreur de la fréquence de Brunt-Väisälä,. La base antarctique Halley est installée sur cette barrière.